# Klaus-Günther Jordan
Klaus-Günter Jordan (* 17. September 1940 in Frankfurt-Höchst; † 7. Dezember 2011) war ein deutscher Ruderer.
Der 1,94 m große Schlosser und spätere Techniker Klaus-Günter Jordan, von seinen Ruderfreunden nur „Beppo“ genannt, vom Ruder-Club Nassovia Höchst gewann 1961 zusammen mit Wolfgang Neuß und Steuermann Karl-Joachim Wolff den Titel bei den deutschen Ruder-Meisterschaften im Zweier mit Steuermann. Im Jahr darauf siegten Jordan und Neuß zusammen mit ihrem neuen Steuermann Frank Steinhäuser. Diese drei gewannen auch den Titel bei den ersten Ruder-Weltmeisterschaften, die 1962 in Luzern ausgetragen wurden. Außerdem gewannen Jordan und Neuß im ungesteuerten Zweier als erste deutsche Mannschaft nach dem Krieg die berühmte Henley-Regatta. Im Jahr darauf siegten Jordan, Neuß und Steinhäuser sowohl bei den deutschen Meisterschaften als auch bei den Ruder-Europameisterschaften 1963.
1964 trennten sich Jordan und Neuß. Jordan versuchte sich zusammen mit Günther Zumkeller für die gesamtdeutsche Mannschaft bei den Olympischen Spielen 1964 zu qualifizieren, was ihnen nicht gelang. Jordan wurde als Ersatzruderer nominiert, kam aber nicht zum Einsatz. 1966 gewannen Zumkeller und Jordan zusammen mit Steuermann Burkhard Zwosta bei den deutschen Meisterschaften. Bei den Ruder-Weltmeisterschaften 1966 belegten sie den sechsten Platz.
Für seine sportlichen Leistungen erhielt Jordan am 11. Juli 1963 das Silberne Lorbeerblatt.